# Jan Wiktoryn Rostworowski
Jan Wiktoryn (Wiktor) Rostworowski herbu Nałęcz (ur. 17 stycznia 1678 – zm. przed 21 maja 1742) – kasztelan wiski w 1783 roku, podczaszy czerski w 1703 roku.
Syn Łukasza Jacka i Zofii Stadnickiej. Miał 4 synów i córkę Mariannę.. 
Poseł na sejm 1703 roku z ziemi czerskiej. 